# جان فيليب جبامين
جان فيليب جبامين (مواليد 26 سبتمبر 1995) هو لاعب كرة قدم من ساحل العاج يلعب في مركز الوسط المدافع في نادي إيفرتون.